# Yang Hongqiong
Dans ce nom chinois, le nom de famille, Yang, précède le nom personnel.
Yang Hongqiong (en chinois : 杨洪琼), née le 20 septembre 1989 à Qujing, est une fondeuse handisport chinoise concourant en LW10 pour les athlètes n'ayant aucun mouvement des jambes et du bas du tronc. Yang skie assis et s’équilibre uniquement à l’aide des bras et des épaules.

## Biographie
Yang est à l'origine une joueuse de basketball en fauteuil roulant, mais commence la pratique du ski de fond à haut niveau en septembre 2018 à Dalian.
En mars 2022, elle remporte un titre paralympique en ski de fond longue distance .

## Palmarès

### Jeux paralympiques
| Épreuve / Édition | Sprint assis | 5 km assis | 12 km assis |
| ----------------- | ------------ | ---------- | ----------- |
| JP 2022 Pékin     | Or           |            | Or          |